# سازمان آب و برق خوزستان
سازمان آب و برق خوزستان در تاریخ نهم خرداد 1339 بر اساس قانونی که به تصویب مجلسین وقت رسید تأسیس و از شهریورماه همان سال مسؤلیت اجرای طرح‌های عمرانی خوزستان را بر عهده گرفت. شایان ذکر است تاسیس سازمان آب و برق خوزستان پیش از وزارت نیرو بوده است. اکنون به عنوان بزرگترین هلدینگ آب و برق کشور، عهده دار مدیریت سدها و نیروگاه های برق‌آبی استان خوزستان می باشد. نیروگاه های تحت نظر سازمان اب و برق بیش از ۹۰ درصد انرژی برقابی کشور را تولید میکنند. علاوه بر تولید انرژی، مدیریت خشکسالی و سیلاب، مدیریت منابع آب سطحی و زیر زمینی، مدیریت شبکه های آبیاری و زهکشی و توسعه طرح های عظیم آبرسانی، سدهای مخزنی، انحرافی و تنظیمی و مدیریت و بهره برداری از آنها از وظایف اصلی این شرکت می باشد. 
مدیرعامل سازمان آب و برق خوزستان از ۲۸ اسفند ۱۴۰۰ تاکنون عباس صدریانفر می باشد. 

## معاونت ها و مدیریت های مستقل
- معاونت مطالعات جامع منابع آب
- معاونت سد و نیروگاه
- معاونت حفاظت و بهره برداری از منابع آب
- معاونت شبکه های آبیاری و زهکشی
- معاونت آبرسانی
- معاونت برنامه ریزی
- معاونت مالی، اداری
- مدیریت حوزه مدیرعامل و هیات مدیره
- مدیریت روابط عمومی
- مدیریت بازرسی و مجامع
- مدیریت مهندسی عمومی و گردشگری
- مدیریت پژوهش و نوآوری
- مدیریت رصدخانه آب و انرژی
- مدیریت بحران و پدافند غیرعامل

## مدیران عامل
- سید جعفر حجازی
- محمد رضا شمسایی
- فرهاد ایزدجو
- عباس صدریان فر